# Танкова значка
Танковая значка е Германски медал, присъждан на бронетанковите части по време на Втората световна война. Представен е през декември 1939 година (въпреки че за първи път е въведен по време на Великата война, а има и друга версия от Гражданската война в Испания).

## Критерии
Критериите за получаване на сребърна Танкова значка са:
- Участие в 3 танкови сражения в 3 различни дни.
- Раняване по време на атака.
- Спечелване на декорация за проявена храброст по време на атака.

## Степени
- Бронзова, присъждана на екипажи на самоходни оръдия, бронирани коли със задни гъсенични колела и бронирани превозни средства.

- Сребърна, присъждана на екипажи на танкове.

През 1943 медалът престава да бъде отражение ветеранския статус на танковия екипаж, което води до промени в степените.
Четири нови степени (25, 50, 75, 100) са добавени към двата медала. Новите номера представляват броя на дните прекарани в бой. Някои непотвърдени източници претендират за съществуването и на 200-дневна версия.
- 25 дни в бойни сражения
- 50 дни в бойни сражения
- 75 дни в бойни сражения
- 100 дни в бойни сражения